# Haliotis iris
Haliotis iris is een slakkensoort uit de familie  Haliotidae. De wetenschappelijke naam is gepubliceerd in 1791 door Johann Friedrich Gmelin in diens uitgebreide en verbeterde editie van Systema naturae van Carl Linnaeus.